# Slobozia-Berlinți, Adâncata
Slobozia-Berlinți (în ucraineană Слобідка, transliterat Slobidka, în rusă Слободка și în germană Slobodzia Berlince) este un sat în raionul Adâncata din regiunea Cernăuți (Ucraina), depinzând administrativ de comuna Oprișeni. Are 463 locuitori, preponderent ucraineni (ruteni).
Satul este situat la o altitudine de 324 metri, în partea de centru a raionului Adâncata.

## Istorie
Localitatea Slobozia-Berlinți a făcut parte încă de la înființare din regiunea istorică Bucovina a Principatului Moldovei.  
După anexarea Bucovinei de către Imperiul Habsburgic în anul 1775, localitatea Slobozia-Berlinți a făcut parte din Ducatul Bucovinei, guvernat de către austrieci, făcând parte din districtul Siret (în germană Sereth).  
După Unirea Bucovinei cu România la 28 noiembrie 1918, satul Slobozia-Berlinți a făcut parte din componența României, în Plasa Siretului a județului Rădăuți. Pe atunci, majoritatea populației era formată din ucraineni, existând și o comunitate de români. 
Ca urmare a Pactului Ribbentrop-Molotov (1939), Bucovina de Nord a fost anexată de către URSS la 28 iunie 1940, reintrând în componența României în perioada 1941-1944. Apoi, Bucovina de Nord a fost reocupată de către URSS în anul 1944 și integrată în componența RSS Ucrainene. 
Începând din anul 1991, satul Slobozia-Berlinți face parte din raionul Adâncata al regiunii Cernăuți din cadrul Ucrainei independente. Conform recensământului din 1989, numărul locuitorilor care s-au declarat români plus moldoveni era de 185 (182+3), reprezentând 38,54% din populație . În prezent, satul are 463 locuitori, preponderent ucraineni.

## Demografie
Componența lingvistică a localității Slobozia-Berlinți
     Ucraineană (93,52%)
     Română (6,26%)
     Alte limbi (0,22%)
Conform recensământului din 2001, majoritatea populației localității Slobozia-Berlinți era vorbitoare de ucraineană (93,52%), existând în minoritate și vorbitori de română (6,26%).
1989: 480 (recensământ)
2007: 463 (estimare)

## Recensământul din 1930
Componența etnică a comunei Slobozia-Berlinți (județul Rădăuți)
     Români (73,5%)
     Germani (1,05%)
     Polonezi (5,23%)
     Ruteni (19,7%)
     Evrei (0,52%)
Componența confesională a comunei Slobozia-Berlinți
     Ortodocși (92,86%)
     Romano-catolici (6,27%)
     Altă religie (0,87%)
Conform recensământului efectuat în 1930, populația comunei Slobozia-Berlinți se ridica la 574 locuitori. Majoritatea locuitorilor erau români (73,5%), cu o minoritate de germani (1,05%), una de ruteni (19,7%), una de polonezi (5,23%) și una de evrei (0,52%). Din punct de vedere confesional, majoritatea locuitorilor erau ortodocși (92,86%), dar existau și romano-catolici (6,27%). Alte persoane s-au declarat: greco-catolici (2 persoane) și mozaici (3 persoane).